# Norra Lycksele revir
Norra Lycksele revir var ett skogsförvaltningsområde inom Umeå överjägmästardistrikt som omfattade den norr om Ume älv och Lycksbäcken belägna delen av Lycksele socken i Västerbottens län. Reviret var uppdelat i sex bevakningstrakter. Vid slutet av 1905 omfattade reviret 17 allmänna skogar om sammanlagt 129 849 hektar, varav 14 kronoparker om tillsammans 127 995 hektar.